# Эрланг, Агнер Краруп
Агнер Краруп Эрланг (дат. Agner Krarup Erlang; 1 января 1878, Лонборг, Дания — 3 февраля, 1929) — датский математик, статистик и инженер, основатель научного направления по изучению трафика в телекоммуникационных системах и теории массового обслуживания.
Эрлангом была получена формула для расчета доли вызовов, получающих обслуживание на сельской телефонной станции и кому придётся ожидать пока делаются внешние вызовы.
В 1909 году он опубликовал свою первую работу: «Теория вероятностей и телефонные разговоры» (The Theory of Probabilities and Telephone Conversations.) Эта работа была признана во всем мире и его формула была принята для использования в крупнейшей почтовой службе мира — Главном почтамте Великобритании.
Двадцать лет он проработал в Копенгагенской телефонной компании и умер в 1929 году. В сороковых годах в его честь была названа единица измерения трафика в телекоммуникационных системах — эрланг, а его формулы до сих пор используются при расчётах пропускной способности современных телекоммуникационных сетей.